# Rechtsberater des Weißen Hauses

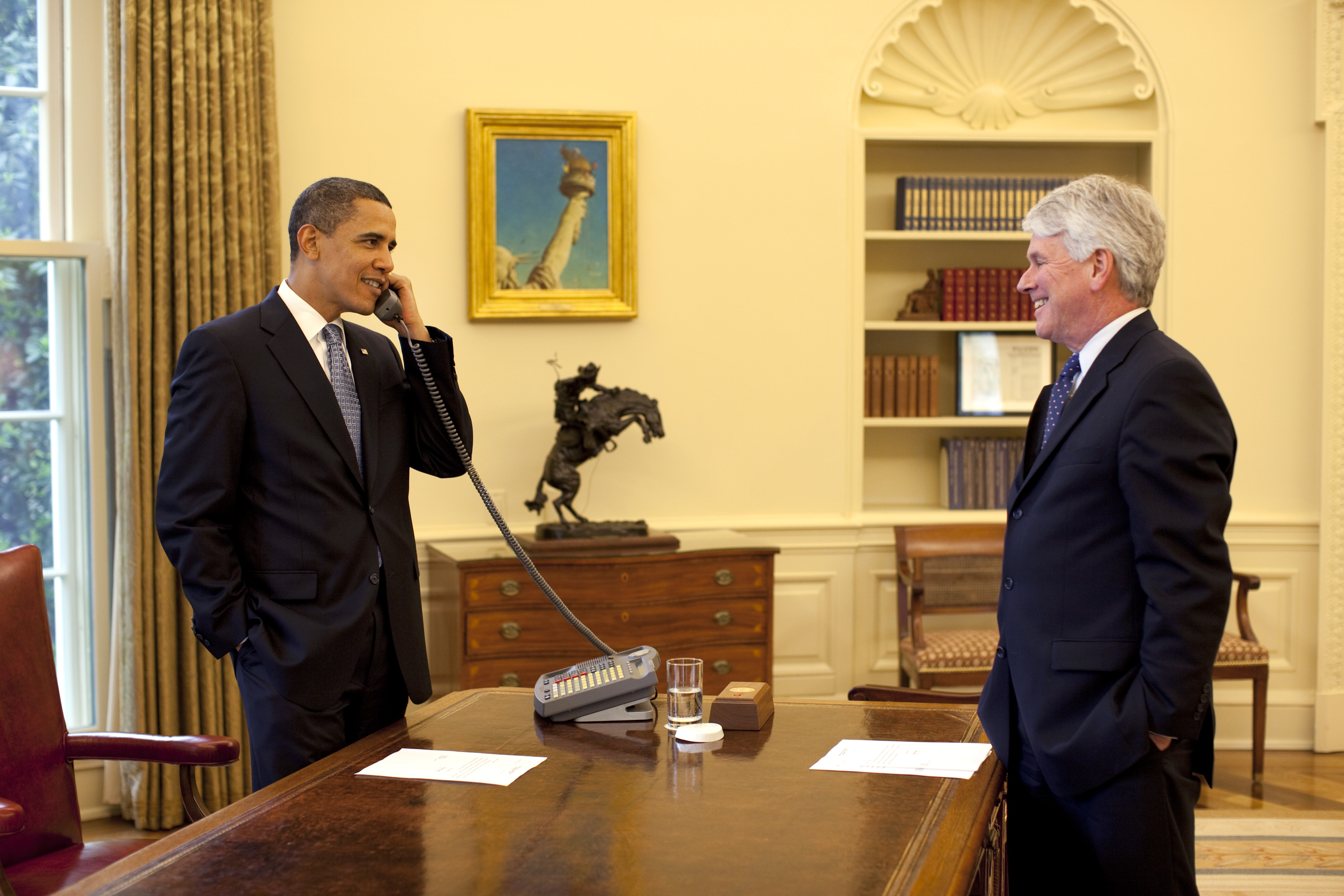
Greg Craig, Rechtsberater des Weißen Hauses von 2009 bis 2010, bei einem Gespräch mit Präsident Obama im Oval Office.

Der Rechtsberater des Weißen Hauses (engl. White House Counsel) ist ein Mitglied im Executive Office des Präsidenten der Vereinigten Staaten mit Zuständigkeit für dessen juristische Angelegenheiten. Seine Behörde ist das 1943 unter Franklin D. Roosevelt geschaffene Office of Counsel to the President.

## Aufgaben
Der White House Counsel berät den Präsidenten in allen juristischen Fragen, die ihn und das Weiße Haus betreffen.
Das Office of Counsel to the President beschäftigt sich beispielsweise mit den juristischen Aspekten politischer Themenkomplexe oder möglichen rechtlichen Streitpunkten, die sich durch Entscheidungen des Präsidenten ergeben könnten. Dazu gehört dessen Verantwortung bei der Unterzeichnung von Gesetzen wie auch sein Vetorecht. Auch ethische oder finanzielle Fragen sowie Interessenkonflikte werden bei der Bearbeitung dieser Themenbereiche berücksichtigt. In den Zuständigkeitsbereich des Rechtsberaters fallen auch Berufungen in staatliche Ämter, Begnadigungen durch den Präsidenten sowie mögliche Anklagen gegen den Präsidenten in dessen offizieller Rolle. Er koordiniert außerdem die Zusammenarbeit zwischen dem Weißen Haus und dem Justizministerium.

## Einschränkungen
Wenn der White House Counsel als Rechtsberater des Präsidenten fungiert, gilt dies ausschließlich für dessen Amt; er nimmt nicht die Aufgaben dessen persönlichen juristischen Vertreters wahr. Aus diesem Grund gab es in der Vergangenheit Meinungsverschiedenheiten über die anwaltliche Schweigepflicht bezüglich dieses Verhältnisses. Dieses gilt dabei auf keinen Fall für persönliche Angelegenheiten des Präsidenten, worunter zum Beispiel ein mögliches Impeachment fällt. In solchen Situationen steht dem Präsidenten üblicherweise ein privater Anwalt zur Seite.

## Liste der Rechtsberater des Weißen Hauses
Über lange Zeit war die Position des Rechtsberaters informell und daher fluid. So wechselte die genaue Bezeichnung immer wieder zwischen Special Counsel to the President und Counsel to the President. Teilweise gab es auch mehrere Amtsträger gleichzeitig.
| Name                                  | Bild | Amtszeit  | unter US-Präsident                     |
| ------------------------------------- | ---- | --------- | -------------------------------------- |
| Samuel Irving Rosenman                |      | 1943–1946 | Franklin D. Roosevelt, Harry S. Truman |
| Clark McAdams Clifford                |      | 1946–1950 | Harry S. Truman                        |
| Charles Springs Murphy                |      | 1950–1953 | Harry S. Truman                        |
| Thomas Edwin Stephens                 |      | 1953      | Dwight D. Eisenhower                   |
| Bernard Michael Shanley               |      | 1953–1955 | Dwight D. Eisenhower                   |
| Gerald D. Morgan                      |      | 1955–1958 | Dwight D. Eisenhower                   |
| David W. Kendall                      |      | 1958–1961 | Dwight D. Eisenhower                   |
| Theodore Chaikin Sorensen             |      | 1961–1964 | John F. Kennedy                        |
| Myer Feldman                          |      | 1964–1965 | Lyndon B. Johnson                      |
| Lee Calvin White                      |      | 1965–1966 | Lyndon B. Johnson                      |
| Milton Philip Semer                   |      | 1966      | Lyndon B. Johnson                      |
| Harry Cummings McPherson              |      | 1966–1969 | Lyndon B. Johnson                      |
| Larry Eugene Temple                   |      | 1967–1969 | Lyndon B. Johnson                      |
| John Daniel Ehrlichman                |      | 1969      | Richard Nixon                          |
| John Wesley Dean                      |      | 1970–1973 | Richard Nixon                          |
| Leonard Garment                       |      | 1973–1974 | Richard Nixon                          |
| Joseph Fred Buzhardt                  |      | 1974      | Richard Nixon                          |
| William E. Casselman                  |      | 1974–1975 | Gerald Ford                            |
| Philip William Buchen                 |      | 1974–1977 | Gerald Ford                            |
| Robert Jerome Lipshutz                |      | 1977–1979 | Jimmy Carter                           |
| Lloyd Norton Cutler                   |      | 1979–1981 | Jimmy Carter                           |
| Fred Fisher Fielding                  |      | 1981–1986 | Ronald Reagan                          |
| Peter J. Wallison                     |      | 1986–1987 | Ronald Reagan                          |
| Arthur Boggess Culvahouse             |      | 1987–1989 | Ronald Reagan                          |
| Clayland Boyden Gray                  |      | 1989–1993 | George Bush                            |
| Bernard William Nussbaum              |      | 1993–1994 | Bill Clinton                           |
| Lloyd Norton Cutler                   |      | 1994      | Bill Clinton                           |
| Abner Joseph Mikva                    |      | 1994–1995 | Bill Clinton                           |
| John Michael Quinn                    |      | 1995–1997 | Bill Clinton                           |
| Charles Frederick Carson Ruff         |      | 1997–1999 | Bill Clinton                           |
| Beth Nolan                            |      | 1999–2001 | Bill Clinton                           |
| Alberto Recuerdo Gonzales             |      | 2001–2004 | George W. Bush                         |
| Harriet Ellan Miers                   |      | 2004–2007 | George W. Bush                         |
| Fred Fisher Fielding                  |      | 2007–2009 | George W. Bush                         |
| Gregory Bestor Craig                  |      | 2009–2010 | Barack Obama                           |
| Robert F. Bauer                       |      | 2010–2011 | Barack Obama                           |
| Kathryn Ruemmler                      |      | 2011–2014 | Barack Obama                           |
| Warren Neil Eggleston                 |      | 2014–2017 | Barack Obama                           |
| Donald Francis McGahn                 |      | 2017–2018 | Donald Trump                           |
| Emmet Thomas Flood (geschäftsführend) |      | 2018      | Donald Trump                           |
| Pasquale Anthony Cipollone            |      | 2018–2021 | Donald Trump                           |
| Dana Ann Remus                        |      | 2021–2022 | Joe Biden                              |
| Stuart Frank Delery                   |      | 2022–2023 | Joe Biden                              |
| Edward N. Siskel                      |      | 2023–2024 | Joe Biden                              |
| David Warrington                      |      | seit 2025 | Donald Trump                           |